# Горнорудная промышленность Украины
Горнорудная промышленность Украины — отрасль промышленности Украины по добыче минеральных ресурсов для металлургии.

## Базы горнорудной промышленности Украины
Базы горнорудной промышленности Украины:
- Кривбасс, Криворожский железорудный бассейн (запасы около 16 млрд тонн), обогащение ведётся на 5 ГОКах: Южном (крупнейший), Новокриворожском, Центральном, Северном и Ингулецком. Содержание железа в богатых рудах в среднем составляет 57,6 %.
- Керченский железорудный район. Промышленные запасы здесь превышают 1 млрд тонн. Здесь преобладают бурые железняки. Разработку месторождений руд осуществляет Камыш-Бурунский железорудный комбинат.
- Белозерский железорудный район (Северо-Белозерское, Южно-Белозерское и Переверзевское месторождения). Почти 60 % запасов — это богатые руды, которые содержат более 60 % железа и не требуют обогащения. Эта группа месторождений расположена за 75 км на юг от Запорожья. Освоение месторождений ведут запорожские железорудные комбинаты № 1 и № 2.
- Никопольский марганцеворудный бассейн, включающий Никопольский, Великотокмакский и Ингуло-Днепровский марганцевые районы. Запасы марганцевых руд составляют около 2 млрд тонн. Месторождения западного участка бассейна разрабатываются предприятиями Орджоникидзевского, а восточного — Марганецкого горно-обогатительного комбинатов.

## Добыча угля
Основные отрасли — добыча каменного и бурого угля. Основные залежи угля расположены в Днепровско-Донецком угольном бассейне и во Львовсько-Волынском угольном бассейне.

## Добыча урана
Главная: Добыча урана на Украине (Урановая промышленность Украины)
Страна входит в десятку стран по запасам урана (см. Уран по странам);
производство урана — порядка 1 тыс. тонн в год (порядка 2 % мирового производства).
Единственное на Украине предприятие по добыче и переработке урановой руды — «Восточный горно-обогатительный комбинат» (ВостГОК) в г. Жёлтые Воды (Днепропетровская область), способно полностью обеспечить потребности атомной энергетики государства в природном уране.